# آر تروث
روني آرون كيلينغز والمعروف باسمه في الحلية آر تروث ويختصر باسم رون كيلينغز (بالإنجليزية: Ron Killings) هو مصارع محترف في WWE ورابر أمريكي، ولد في 19 يناير 1972 في مدينة شارلوت، كارولاينا الشمالية انضم إلى الWWF في عام 1999, ووضع في فريق ثنائي مع رود دوغ، في 2002 وقع كيلينغز عقدا مع TNA وأخذ لقب K-Krush, وفي 2008 عاد إلى WWE فيسماكداون وأخذ لقبه الحالي R-Truth.مما يميز كيلينغز هي أغنية دخوله إلى الحلبة " What's Up "
.
في الآونة الأخيرة بدي علي R-Truth عدم الاتزان واخذ يوجه الاهانات الي جمهور المصارعة والي المصارع john cena وقد طالب بمواجه جون سينا علي بطولة الدبليو دبليو أي وقد حصل علي مباراة في مهرجان كابيتول بنيشمنت التي تعني الإعدام Copitol Punishment وقد هزم ار تروث بعد مساعدة من أحد الأطفال الحاضرين الذي كان ار تروث يطلق عليهم لقب جيمي الصغير فقد حاول أن ياخذ ماء واحد منهم فقذفه الطفل بالماء وفاز جون سينا بالمبارة واحتفظ بلقبه.
البطولات والإنجازات في الwwe:
بطل الولايات المتحدة
(مرة واحدة)، بطل الهاردكور (مرتان)
،بطل الفرق الثنائية (مرتان) مع كوفي كينغستون ، و ذا ميز وبطل ال24/7 (54 مرة)

## روابط خارجية
- آر تروث على موقع IMDb (الإنجليزية)
- آر تروث على موقع ميوزك برينز (الإنجليزية)
- آر تروث على موقع ديسكوغز (الإنجليزية)
- آر تروث على موقع قاعدة بيانات الفيلم (الإنجليزية)
- آر تروث على موقع دبليو دبليو إي (الإنجليزية)
- آر تروث على موقع WrestlingData.com (الإنجليزية)
- آر تروث على موقع CageMatch worker (الإنجليزية)
- آر تروث على موقع قاعدة بيانات المصارعة على الإنترنت (الإنجليزية)
- آر تروث على موقع عالم المصارعة على الإنترنت (الإنجليزية)
- آر تروث على موقع عالم المصارعة على الإنترنت (الإنجليزية)